# 脱伦卫
脱伦卫，中国明代在东北地区所置羈縻卫之一。朝廷冊封當地酋長為名義上的官員（类似于土司），管理当地各部族，其首領大多為女真族世襲領袖。
明成祖永乐四年（1406年）置，治今黑龙江省萝北、汤原二县交界处都鲁河流域（汤原县东北都鲁河注入松花江处附近）；或说治今齐齐哈尔市东多隆武噶山。后废。